# Diocèse de Maracay
Le diocèse de Maracay  (en latin : Diœcesis Maracayensis ; en espagnol : Diócesis de Maracay) est un diocèse de l'Église catholique au Venezuela, suffragant de l'archidiocèse de Valencia.

## Territoire

Carte des diocèses du Venezuela avec le diocèse de Maracay en rouge

Suffragant de l'archidiocèse de Valencia, le diocèse possède les mêmes frontières que l'État d'Aragua avec un territoire de 7014 km2 qui comprend 54 paroisses regroupées en 8 archidiaconés et a son évêché à Maracay où se trouve la cathédrale de Maracay (es). Dans la même ville, se vénère le corps de Marie de Saint Joseph Alvarado Cardozo, fondatrice des augustines récollettes du Sacré-Cœur de Jésus et première bienheureuse du Venezuela.

## Histoire
Le diocèse est érigé le 21 juin 1958 par la bulle pontificale Qui Supremi Pontificatus du pape Pie XII en prenant une partie du territoire du diocèse de Calabozo (aujourd'hui archidiocèse) et de l'archidiocèse de Caracas, le nouvel diocèse devenant suffragant de Caracas. Le 12 novembre 1974, il devient membre de la province ecclésiastique de l'archidiocèse de Valencia.

## Évêques
- José Lebrún Moratinos (1958-1962), nommé évêque de Valencia
- Feliciano González Ascanio (1962-1986)
- José Vicente Henríquez Andueza, S.D.B (1987-2003)
- Reinaldo del Prette Lissot (2003-2007), nommé archevêque de Valencia
- Rafael Ramón Conde Alfonzo (2008-2019)
- Enrique José Parravano Marino, S.D.B (depuis 2019)

## Sources
- http://www.catholic-hierarchy.org